# يان أير (كبير الإداريين التنفيذيين)
يان أير (بالإنجليزية: Ian Ayre)‏ هو كبير الإداريين التنفيذيين بريطاني، ولد في 1964 في ليفربول في المملكة المتحدة.